# مشتة الملالحة
مشتة الملالحة هي منطقة تابعة اقليمياً وإداريا لبلدية أولاد صابر الكائنة بـدائرة قجال الواقعة في ولاية سطيف الجزائرية.